# James Maule (4e comte de Panmure)
James Maule, 4e comte de Panmure (c. 1658 – 11 avril 1723) est un pair écossais.

## Biographie
Né à Monifieth, en Écosse, James Maule vit à Ballumbie et devient le 4e comte de Panmure en 1686, à la mort de son frère, George Maule, le 3e comte. il épouse Margaret, la fille de William Hamilton. Il confie à Edward Alexander la reconstruction du château de Brechin approximativement entre 1696 et 1709, et il agrandit le siège de la famille, Panmure House.
Lord Panmure est un conseiller privé de Jacques II et bien qu'il soit protestant, continue de le soutenir après qu'il a été envoyé en exil par la Révolution de 1688. Il est l'un des premiers partisans de la cause jacobite, qui vise à restaurer Jacques et ses successeurs sur le trône d'Angleterre et d'Écosse. En 1707, il encourage la rébellion et le retour de Jacques par la signature d'une lettre suggérant que le pays se soulèverait pour le soutenir. Depuis le Mercat de la Croix à Brechin en 1715, il proclame Jacques François Stuart, fils de Jacques VII et connu comme le "Vieux Prétendant", comme le roi Jacques VIII. Panmure combat à la bataille de Sheriffmuir en novembre de la même année. Il est capturé, mais s'évade avec son jeune frère, Henry, via Arbroath pour le continent de l'année suivante. Cela aboutit à la confiscation des titres de la famille Panmure et de leurs biens. Maule est honoré par le Vieux Prétendant, et le suit à Avignon (1716) et puis à Rome (1717).
Il est mort d'une pleurésie à Paris, toujours en exil, ayant par deux fois refusé la possibilité de la réconciliation avec le gouvernement britannique.
Il est cité dans le poème de Robert Burns La Bataille de Sherramuir.